# Боярский (станция)
Боя́рский — станция Восточно-Сибирской железной дороги на Транссибирской магистрали (5499 километр).
Расположена в Кабанском районе Республики Бурятия в посёлке станции Боярский.

## Пригородные электрички
| № поезда | Маршрут движения   | № поезда | Маршрут движения   |
| -------- | ------------------ | -------- | ------------------ |
| 6631     | Улан-Удэ — Мысовая | 6632     | Мысовая — Улан-Удэ |
| 6637     | Улан-Удэ — Мысовая | 6638     | Мысовая — Улан-Удэ |